# Lindesnes (Zeitung)
Lindesnes ist eine norwegische Lokalzeitung, die in Mandal (Agder) herausgegeben wird und den Bereich der Kommunen Lindesnes und Åseral  abdeckt. Die bestätigte Auflage liegt bei 6400 Exemplaren (Stand April 2006).
Die Zeitungen in Lindesnes und Farsund teilen sich den Chefredakteur und werden in Farsund gedruckt.
Lindesnes avis wird von der „Lindesnes AS“ herausgegeben, die dem Fædrelandsvennen (49,6 %), der Farsunds Aktieboktrykkeri (34,3 %) sowie Mediehuset Vårt Land (16,2 %) gehört.